# Montdragon
Montdragon település Franciaországban, Tarn megyében. Lakosainak száma 613 fő (2022. január 1.). Montdragon Graulhet, Labessière-Candeil, Laboutarie, Saint-Genest-de-Contest, Saint-Julien-du-Puy és Sieurac községekkel határos.

## Népesség
A település népességének változása:
| Lakosok száma | 615  | 618  | 626  | 622  | 626  | 623  | 620  | 616  | 613  |
|               | 2013 | 2015 | 2016 | 2017 | 2018 | 2019 | 2020 | 2021 | 2022 |